# Supercopa d'Espanya de futbol 2013
La Supercopa d'Espanya 2013 va ser la 30a edició de la Supercopa d'Espanya de futbol, una competició futbolística que enfronta el campió de la lliga espanyola amb el de la copa. En aquesta ocasió es va disputar a doble partit l'agost de 2013 entre el FC Barcelona, campió de la Lliga 2012-2013, i l'Atlètic de Madrid, campió de la Copa del Rei 2012-13.
El FC Barcelona va guanyar la competició per onzè cop, per la regla dels gols en camp contrari.
Al partit d'anada, disputat el 21 d'agost a Madrid, l'exdavanter del FC Barcelona David Villa va situar l'Atlético de Madrid per davant quan va marcar en un xut des de l'esquerra, al minut dotze.
El Barça va igualar el partit al minut 66 quan Neymar, que havia començat el partit com a suplent va rematar de cap al segon pal després d'una centrada alta de Dani Alves des de la dreta.
Al partit de tornada, que es va jugar el 28 d'agost al Camp Nou, Lionel Messi va fallar un penal a favor del Barça al minut 89, xutant al travesser, després que Miranda hagués comet falta sobre el suplent Pedro dins de l'àrea.
L'Atlético de Madrid va tenir dos expulsats, Filipe Luís al minut 81 per un cop de colze a Dani Alves i Arda Turan, que ja havia estat substituït, al primer minut del temps afegit, per protestar una decisió des de la banqueta.

## Detalls de l'enfrontament

### Partit d'anada
| Atlètic de Madrid | 1 – 1 | FC Barcelona |
| ----------------- | ----- | ------------ |
| Villa 12'         | Acta  | Neymar 66'   |

| Atlético de Madrid | FC Barcelona |

|               |    |                    |     |     |
|               |    |                    |     |     |
| GK            | 13 | Thibaut Courtois   |     |     |
| RB            | 20 | Juanfran           | 36' |     |
| CB            | 23 | Miranda            |     |     |
| CB            | 2  | Diego Godín        |     |     |
| LB            | 3  | Filipe Luís        | 39' |     |
| CM            | 14 | Gabi (c)           |     |     |
| CM            | 4  | Mario Suárez       | 56' |     |
| RW            | 6  | Koke               |     | 73' |
| AM            | 19 | Diego Costa        |     | 79' |
| LW            | 10 | Arda Turan         |     | 76' |
| CF            | 9  | David Villa        |     |     |
| Suplents:     |    |                    |     |     |
| GK            | 1  | Daniel Aranzubia   |     |     |
| DF            | 22 | Emiliano Insúa     |     |     |
| DF            | 24 | Martín Demichelis  |     |     |
| MF            | 5  | Tiago              |     |     |
| MF            | 11 | Cristian Rodríguez |     | 79' |
| MF            | 27 | Óliver             |     | 73' |
| FW            | 21 | Léo Baptistão      |     | 76' |
| Entrenador:   |    |                    |     |     |
| Diego Simeone |    |                    |     |     |

|                 |    |                     |     |     |
|                 |    |                     |     |     |
| GK              | 1  | Víctor Valdés       |     |     |
| RB              | 22 | Daniel Alves        |     |     |
| CB              | 3  | Gerard Piqué        |     |     |
| CB              | 14 | Javier Mascherano   |     |     |
| LB              | 18 | Jordi Alba          | 60' |     |
| DM              | 16 | Sergi Busquets      | 43' |     |
| CM              | 6  | Xavi (c)            |     | 89' |
| CM              | 8  | Andrés Iniesta      |     |     |
| RW              | 9  | Alexis Sánchez      |     |     |
| LW              | 7  | Pedro               |     | 59' |
| CF              | 10 | Lionel Messi        |     | 46' |
| Suplents:       |    |                     |     |     |
| GK              | 13 | José Manuel Pinto   |     |     |
| DF              | 2  | Martín Montoya      |     |     |
| MF              | 4  | Cesc Fàbregas       |     | 46' |
| MF              | 12 | Jonathan dos Santos |     |     |
| MF              | 17 | Alex Song           |     | 89' |
| FW              | 11 | Neymar              | 86' | 59' |
| FW              | 20 | Cristian Tello      |     |     |
| Entrenador:     |    |                     |     |     |
| Gerardo Martino |    |                     |     |     |

### Partit de tornada
| FC Barcelona | 0 – 0 | Atlètic de Madrid |
| ------------ | ----- | ----------------- |
|              | Acta  |                   |

| FC Barcelona | Atlético de Madrid |

|                 |    |                   |     |     |
|                 |    |                   |     |     |
| GK              | 1  | Víctor Valdés     |     |     |
| RB              | 22 | Daniel Alves      |     |     |
| CB              | 3  | Gerard Piqué      | 54' |     |
| CB              | 14 | Javier Mascherano |     |     |
| LB              | 18 | Jordi Alba        |     |     |
| DM              | 16 | Sergi Busquets    | 30' |     |
| CM              | 6  | Xavi (c)          |     |     |
| CM              | 4  | Cesc Fàbregas     | 28' | 73' |
| RW              | 9  | Alexis Sánchez    |     | 65' |
| LW              | 11 | Neymar            |     |     |
| CF              | 10 | Lionel Messi      | 89' |     |
| Suplents:       |    |                   |     |     |
| GK              | 13 | José Manuel Pinto |     |     |
| DF              | 2  | Martín Montoya    |     |     |
| DF              | 15 | Marc Bartra       |     |     |
| MF              | 8  | Andrés Iniesta    |     | 73' |
| MF              | 17 | Alex Song         |     |     |
| FW              | 7  | Pedro             |     | 65' |
| FW              | 20 | Cristian Tello    |     |     |
| Entrenador:     |    |                   |     |     |
| Gerardo Martino |    |                   |     |     |

|               |    |                    |       |     |
|               |    |                    |       |     |
| GK            | 13 | Thibaut Courtois   |       |     |
| RB            | 20 | Juanfran           |       |     |
| CB            | 2  | Diego Godín        | 88'   |     |
| CB            | 23 | Miranda            |       |     |
| LB            | 3  | Filipe Luís        | 81'   |     |
| CM            | 4  | Mario Suárez       |       |     |
| CM            | 14 | Gabi (c)           | 81'   |     |
| RW            | 6  | Koke               | 26'   | 89' |
| LW            | 10 | Arda Turan         | 90+1' | 72' |
| AM            | 19 | Diego Costa        | 85'   |     |
| CF            | 9  | David Villa        |       | 84' |
| Suplents:     |    |                    |       |     |
| GK            | 1  | Daniel Aranzubia   |       |     |
| DF            | 24 | Martín Demichelis  |       |     |
| MF            | 5  | Tiago              |       |     |
| MF            | 8  | Raúl García        |       |     |
| MF            | 11 | Cristian Rodríguez |       | 84' |
| FW            | 7  | Adrián             |       | 72' |
| FW            | 21 | Léo Baptistão      |       | 89' |
| Entrenador:   |    |                    |       |     |
| Diego Simeone |    |                    |       |     |

| Campió Supercopa d'Espanya 2013 |
| ------------------------------- |
| FC Barcelona 11è títol          |